# Passage des Singes
Passage des Singes je ulice v Paříži v historické čtvrti Marais. Nachází se ve 4. obvodu.

## Poloha
Ulice vede od křižovatky s Rue Vieille-du-Temple a končí na křižovatce s Rue des Guillemites.

## Historie
Na počátku 19. století byl otevřen průchod mezi Rue Vieille-du-Temple a Rue des Singes. Název průchodu byl odvozen od bývalé Rue des Singes. Tato ulice byla v roce 1868 začleněna do Rue des Guillemites a její název (opičí ulice) odkazuje na dům zvaný Maison aux Singes (Dům u opičáků), který zde stál.